# Loei
Loei (thailändisch เลย) ist eine Stadt (เทศบาลเมือง เลย) in der thailändischen Provinz Loei. Sie ist die Hauptstadt der Provinz Loei und des Landkreises (Amphoe) Mueang Loei. 

## Geographie
Die Provinz Loei liegt im westlichen Teil der Nordostregion von Thailand, dem Isan. 
Die Stadt Loei liegt in der bergigen Region Dong Phaya Yen, etwa 50 Kilometer südlich der Grenze zu Laos und 520 Kilometer nördlich von Bangkok. 
Ein wichtiger Fluss des Landkreises ist der Mae Nam Loei (แม่น้ำเลย – Loei-Fluss).
Die Stadt Loei hat 20.977 Einwohner (Stand 2012).

## Wirtschaft und Bedeutung
Loei bildet ein bescheidenes Wirtschaftszentrum an der Grenze zu Laos. 
Neben der Landwirtschaft (Baumwolle) werden Kupfererz, Manganerz und andere Erze abgebaut.

### Flughafen
- Flughafen Loei

## Geschichte
Die Gegend um Loei war in ihrer Geschichte aufgrund ihrer eher abgeschiedenen Lage nicht so stark umkämpft wie die Nordprovinzen, wo sich Burma, Laos und Thailand ablösten. 
1853 wurden unter König Mongkut (Rama IV.) erste Versuche einer gesteuerten Entwicklung des Gebiets unternommen, man machte Loei zur Stadt. 1907 wurde dann die Provinz Loei proklamiert.

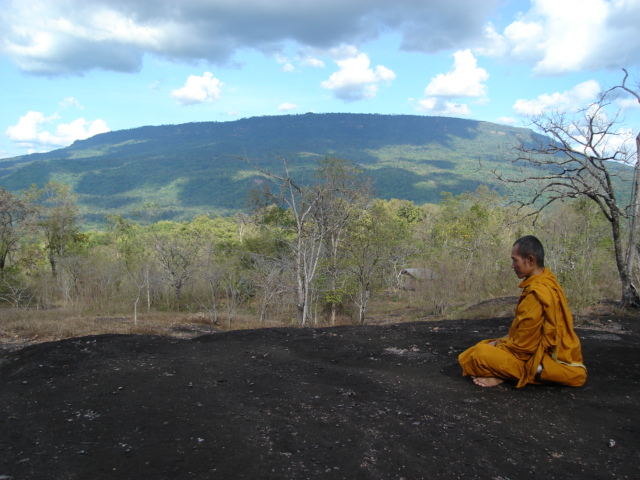
Im Phu Kradueng Nationalpark

## Sehenswürdigkeiten
- Nachtmarkt – findet täglich statt
- Nationalpark Phu Kradueng – reizvolle Landschaft mit tropischer Vegetation und teilweise steilen Aufstiegen

## Lokale Feste
- Dok Fai Ban – Baumwollblütenfest Anfang Februar mit einer Prozession, Verkauf von Leinenwaren und Schönheitskonkurrenzen

## Sport
Der Fußballklub Muang Loei United FC ist in Loei beheimatet.

## Persönlichkeiten
- Nawamin Chaiprasert (* 1995), Fußballspieler
- Pinyo Inpinit (* 1993), Fußballspieler
- Wattanasap Jarernsri (* 1989), Fußballspieler
- Suttinan Nontee (* 1984), Fußballspieler
- Chinenye Onuorah (* 2002), Sprinterin
- Ratchanon Phangkaew (* 1989), Fußballspieler
- Phanuphong Phonsa (* 1994), Fußballspieler
- Danusorn Wijitpunya (* 1994), Fußballspieler